# 靳虎
靳虎（1911年—1989年），原名李文昌，男，甘肃榆中人，中华人民共和国军事人物，中国人民解放军少将。